# Brooks McCloskey
Brooks McCloskey (New Jersey, 10 maggio 1907 – Pleasantville (New Jersey), 3 luglio 1988) è stato un attore statunitense, attivo come attore bambino nel cinema muto dal 1912 al 1915 (tra i 5 e gli 8 anni d'età).

## Biografia
Nato in New Jersey nel 1907, Lawrence Brooks McCloskey Jr. fu uno degli attori bambini che lavorarono per la Lubin Manufacturing Company di Filadelfia. Il padre, Lawrence S. McCloskey, era sceneggiatore per la stessa compagnia.
Brooks McCloskey divenne uno degli attori bambini principali della Compagnia, interpretando ben 13 pellicole nel giro di pochi di anni, tra il 1912 e il 1915. Nella serie Buster Films lavorò insieme a Henrietta O'Beck come "spalla" del protagonista Buster Johnson, allora l'attore bambino di punta della Compagnia, ma gli furono affidate anche parti di rilievo in altre pellicole.
Anche quando le difficoltà economiche attraversate dalla Compagnia in seguito all'incendio dei propri magazzini nel 1914, portarono alla smantellamento del gruppo di attori bambini della Lubin, Brooks continuò ad essere utilizzato per le parti di bambino, fino al fallimento della Compagnia.
L'intera vita di Brooks McCloskey si svolgerà lontana dal mondo dello spettacolo.
Muore a Pleasantville (New Jersey) nel 1988 all'età di 81 anni.

## Filmografia
- The Social Secretary (1912)
- The Choir of Densmore (1912)
- Buster Films (1912)

1. Buster's Dream, regia di Charles H. France (1912)
2. Buster in Nodland, regia di Charles H. France (1912)
3. Buster and the Pirates, regia di Charles H. France (1912)
4. Buster and the Gypsies, regia di Charles H. France (1912)
5. Buster and the Cannibal's Child, regia di Charles H. France (1912)

- The Teacher at Rockville, regia di Francis J. Grandon (1913)
- His Children, regia di Barry O'Neil (1913)
- The Doctor's Romance (1913)
- The Sporting Duchess, regia di Barry O'Neil (1915)
- When the Light Came In, regia di Joseph Kaufman (1915)
- The Urchin, regia di John Ince (1915)